# Cocconia sellowii
Cocconia sellowii är en svampart som beskrevs av Henn. 1893. Cocconia sellowii ingår i släktet Cocconia och familjen Parmulariaceae.   Inga underarter finns listade i Catalogue of Life.